# Mali širk
Mali širk podrazumjeva sve ono što može odvesti u veliki širk, ali ga ne dostiže. Ne izvodi svoga počinitelja van okrilja islama. Može ga počiniti musliman ali da i dalje ostaje u islamu, no onaj tko to radi je u velikoj opasnosti jer je mali širk od najvećih grijeha. 
Mali širk se uglavnom dijeli na dvije vrste:
- 1) Emotivno vezanje za povode za koje nema osnove ili ih Alah nije odobrio. To bi npr. bilo: stavljanje amajlija vjerujući da će im to donijeti sreću ili zaštititi od uroka.
- 2) Poštovanje nekih stvari ili osoba ali da to ne ide do pripisivanja gospodarstva tome, kao što je zaklinjanje nekim ili nečim drugim mimo Alaha.

Malim širkom se smatra vjerovanje da nešto može pribaviti korist ili otkloniti štetu, a Alah nije dao da ta stvar bude povod toga (vid uvjerenja). 
Obveza svakog Muslimana je izbjegavanje širka, bio on mali ili veliki, jer je Alah odredio da će mušrici (politeisti) biti kažnjeni vječnim ognjem i neće im se oprostiti: